# Yoshiyuki Shinoda
Yoshiyuki Shinoda (篠田 善之 Shinoda Yoshiyuki?), född 18 juni 1971 i Yamanashi prefektur, är en japansk före detta fotbollsspelare.
Shinoda började sin karriär 1990 i Kofu SC. Efter Kofu SC spelade han för Avispa Fukuoka. Han spelade 203 ligamatcher för klubben. Han avslutade karriären 2004.